# 0-8-6
Aranjamentul 0-8-6, în notația Whyte pentru clasificarea locomotivelor cu abur după aranjamentul  roților, este o locomotivă fără roți de conducere, cu opt roți motoare (4 axe) fixate într-un cadru rigid și șase roți finale (în mod normal, montate într-un modul final). Exemple de acest tip de locomotive au fost construite de Wilhelm von Engerth.

## Clasificări echivalente
Alte clasificări echivalente sunt:
- Clasificarea UIC: D3 (de asemenea, cunoscută sub numele de clasificare germană și de clasificare italiană)
- Clasificarea franceză: 043